# Francisco Faramiñán
Francisco Faramiñán fue un músico y militar argentino que participó de la Guerra de la Triple Alianza, Campaña del Desierto, guerras civiles argentinas, guerra entre la Confederación Argentina y el Estado de Buenos Aires y la Revolución de 1880, y a cuya iniciativa se debió la versión del Himno Nacional Argentino de 1860.

## Biografía
Francisco Faramiñán nació en la ciudad de Buenos Aires el 3 de diciembre de 1830.
El 1 de diciembre de 1846 ingresó como pífano de la banda del 4.º batallón del Regimiento de Patricios al mando de Pedro Ximeno.
En agosto de 1851 pasó con el 3.º de Patricios a la Banda Oriental integrando las fuerzas de Manuel Oribe en el Sitio de Montevideo. En febrero de 1852 se alistó en las fuerzas de Justo José de Urquiza y luchó en la batalla de Caseros.
Prestó servicios en la frontera de la provincia de Buenos Aires con el indio entre los años 1853 y 1858. En particular estuvo destacado en el Fuerte Federación (actual ciudad de Junín) entre septiembre de 1853 y febrero de 1854.
En 1859, desempeñándose como maestro de bandas militares, solicitó una nueva versión del Himno Nacional para uniformar las versiones que ejecutaban las distintas bandas militares, la que fue realizada por Juan Pedro Esnaola y publicada al año siguiente.
Luchó en la guerra entre la Confederación Argentina y el Estado de Buenos Aires. Estuvo presente en la batalla de Cepeda (1859) y en la retirada de San Nicolás de los Arroyos.
En 1861 combatió en la batalla de Pavón.
Al estallar la Guerra del Paraguay marchó con el grado de alférez a cargo de la banda del Regimiento de Artillería Ligera.
Estuvo presente en las batallas de Estero Bellaco y de Tuyutí, tanto a cargo de la banda como al servicio de piezas de artillería durante el combate.
En 1871 fue ascendido a teniente y en 1873 a capitán.
En 1875 actuó como ejecutante de corneta-pistón en la orquesta del Teatro Colón. En 1877 fue profesor de ese instrumento en la Escuela de Música de la Provincia.
El 12 de noviembre de 1879 fue promovido al grado de mayor. Realizó la Campaña del Desierto al mando de Julio Argentino Roca y en su banda integró a varios indios capturados entrenados por él mismo.
Al producirse la Revolución de 1880 se desempeñaba como director de la Banda del Colegio Militar.
Adhirió al movimiento porteño y luchó en la batalla de Barracas al mando de dos piezas de artillería.
Tras la derrota, fue separado de su cargo.
En 1882 director de las bandas de Artillería y de la Policía. Al estallar la revolución de 1890 combatió el 26 de julio en el Parque con las fuerzas revolucionarias.
Francisco Faramiñán fue también compositor, escribiendo entre otras obras una mazurca para piano y en 1882 la Marcha La Plata en homenaje a la fundación de esa ciudad.
"La Gaceta Musical", del 26 de junio de 1887, decía de él que era "el gran concertista de corneta-pistón" y que "jamás sonidos más puros, sonoros y exactos han sido arrancados al difícil instrumento".
Falleció en Buenos Aires el 4 de septiembre de 1904.
La Banda militar del Regimiento de Infantería Mecanizado 3 "General Belgrano" lleva su nombre.